# Gaylord (Michigan)
Gaylord település az Amerikai Egyesült Államok Michigan államában, Otsego megyében, melynek megyeszékhelye is. Lakosainak száma 4286 fő (2020. április 1.).

## Története
A várost 1873-ban alapították, egy évvel később postahivatalt kapott. 1921-ben leaszfaltozták belvárosának útjait. A csatornarendszert az 1930-as évek végén vagy az 1940-es évek elején építettek.
A 20. század folyamán Gaylord növekedett a nyári turizmus, a téli sportok, többek között a síelés és a sífutás, valamint a motoros szánkózás terén. 1970 decemberében VI. Pál pápa létrehozta a Gaylordi Egyházmegyét.

## Népesség
A település népességének változása:

| 2010 | 3 645 |
| 2020 | 4 286 |